# (34167) 2000 QS30
2000 QS30 (asteroide 34167) é um asteroide da cintura principal. Possui uma excentricidade de 0.09913150 e uma inclinação de 10.43431º.
Este asteroide foi descoberto no dia 25 de agosto de 2000 por LINEAR em Socorro.